# Albești-Muru
Albești-Muru – wieś w Rumunii, w okręgu Prahova, w gminie Albești-Paleologu. W 2011 roku liczyła 1088 mieszkańców.